# Киселівська сільська рада (Менський район)
Киселі́вська сільська́ ра́да — адміністративно-територіальна одиниця та орган місцевого самоврядування в Менському районі Чернігівської області. Адміністративний центр — село Киселівка.

## Загальні відомості
Киселівська сільська рада утворена у 1917 році.
- Територія ради: 57,807 км²
- Населення ради: 1 472 особи (станом на 2001 рік)

## Населені пункти
Сільській раді були підпорядковані населені пункти:
- с. Киселівка
- с. Комарівка
- с-ще Прогрес

## Склад ради
Рада складалася з 16 депутатів та голови.
- Голова ради: Ступак Костянтин Григорович
- Секретар ради: Губенко Лариса Степанівна

### Керівний склад попередніх скликань
| Прізвище, ім'я, по батькові  | Основні відомості                                                 | Дата обрання | Дата звільнення |
| ---------------------------- | ----------------------------------------------------------------- | ------------ | --------------- |
| Сапега Володимир Миколайович | Сільський голова, 1956 року народження, безпартійний              | 26.03.2006   | 31.10.2010      |
| Ступак Костянтин Григорович  | Сільський голова, 1987 року народження, освіта вища, безпартійний | 31.10.2010   |                 |

Примітка: таблиця складена за даними сайту Верховної Ради України

### Депутати
За результатами місцевих виборів 2010 року депутатами ради стали:

#### За суб'єктами висування
| Суб'єкт висування                 | Кількість обраних депутатів | %    |
| --------------------------------- | --------------------------- | ---- |
| Самовисування                     | 5                           | 31,3 |
| Партія регіонів                   | 4                           | 25   |
| Політична партія «Сильна Україна» | 4                           | 25   |
| Комуністична партія України       | 2                           | 12,5 |
| Соціалістична партія України      | 1                           | 6,3  |

#### За округами
| № округу                          | Прізвище, ім'я, по батькові      | Дата визнання обраним | Освіта             | Партійна приналежність                        | Відомості про обраного депутата                      |
| --------------------------------- | -------------------------------- | --------------------- | ------------------ | --------------------------------------------- | ---------------------------------------------------- |
| Комуністична партія України       |                                  |                       |                    |                                               |                                                      |
| 1                                 | Карпов Олександр Петрович        | 04.11.2010            | середня            | позапартійний                                 | ТОВ «Агроресурс-2006», механізатор                   |
| 5                                 | Литвиненко Іван Тихонович        | 04.11.2010            | середня            | член Комуністичної партії України             | пенсіонер                                            |
| Партія регіонів                   |                                  |                       |                    |                                               |                                                      |
| 3                                 | Корецька Раїса Іванівна          | 04.11.2010            | середня            | позапартійна                                  | пенсіонер                                            |
| 7                                 | Отрізна Ніна Іванівна            | 04.11.2010            | середня спеціальна | позапартійна                                  | пенсіонер                                            |
| 8                                 | Сапега Тетяна Василівна          | 04.11.2010            | середня спеціальна | позапартійна                                  | ТОВ «Агроресурс-2006», економіст                     |
| 12                                | Кобець Любов Іванівна            | 04.11.2010            | вища               | позапартійна                                  | Киселівська сільська рада, бухгалтер                 |
| Політична партія «Сильна Україна» |                                  |                       |                    |                                               |                                                      |
| 2                                 | Тунда Любов Іванівна             | 04.11.2010            | середня            | позапартійна                                  | пенсіонер                                            |
| 4                                 | Старостенко Володимир Леонідович | 04.11.2010            | вища               | член Політичної партії «Сильна Україна»       | Менська центральна районна лікарня, лікар стоматолог |
| 10                                | Абакумец Ганна Федосіївна        | 04.11.2010            | вища               | позапартійна                                  | Киселівська загальноосвітня школа I-III ст., вчитель |
| 15                                | Губенко Лариса Степанівна        | 04.11.2010            | середня спеціальна | позапартійна                                  | Киселівська сільська рада, секретар                  |
| Соціалістична партія України      |                                  |                       |                    |                                               |                                                      |
| 11                                | Попелюх Ніна Василівна           | 04.11.2010            | середня            | позапартійна                                  | приватний підприємець, швачка                        |
| Самовисування                     |                                  |                       |                    |                                               |                                                      |
| 6                                 | Степанюк Григорій Улянович       | 04.11.2010            | вища               | позапартійний                                 | Киселівська загальноосвітня школа I-III ст., вчитель |
| 9                                 | Олещенко Інна Олександрівна      | 04.11.2010            | середня спеціальна | позапартійна                                  | тимчасово не працює                                  |
| 13                                | Коленченко Любов Василівна       | 04.11.2010            | середня спеціальна | позапартійна                                  | пенсіонер                                            |
| 14                                | Ярошенко Валентина Михайлівна    | 04.11.2010            | середня спеціальна | член Всеукраїнського об'єднання «Батьківщина» | Киселівська сільська рада, касир                     |
| 16                                | Громиченко Світлана Миколаївна   | 04.11.2010            | середня            | позапартійна                                  | Менський територіальний центр, соціальній працівник  |